# Гомофонія

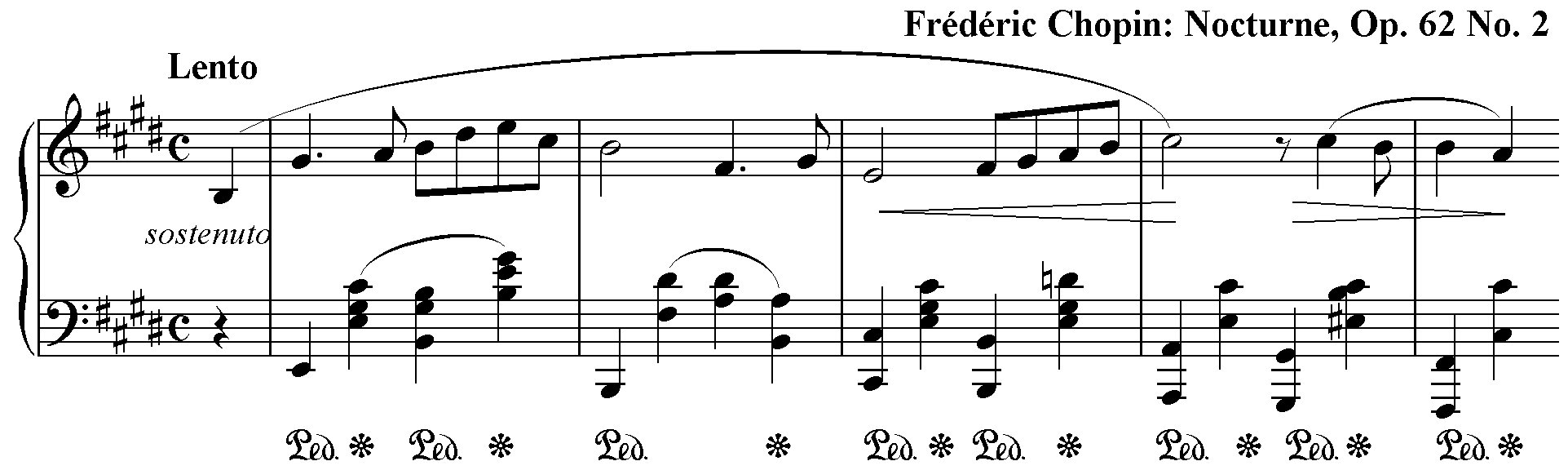
Гомофонія з домінуючою мелодією в «Ноктюрн» № 18 Фредеріка Шопена Мі мажор, ор.62 № 2. Ліва рука акомпанує мелодії, що виконується правою рукою. Слухайте звуковий приклад у форматі MIDI: Перші такти «Ноктюрна».

Гомофо́нія (від грец. ὁμόφωνος букв. однозвучний, однорідно або подібно звучащий; англ. homophony, нім. Homophonie) у найпоширенішому значенні — склад багатоголосся (спрощено: мелодія, акомпанемент і бас), властивий композиторській музиці Європи в XVII–XIX ст.

## Значення
1) З кінця XVIII ст. — склад багатоголосся, в якому виділяються три різних за значенням пласта фактури: мелодія (теситурно, а також, як правило, темброво відокремлений пласт фактури, що несе «музичну думку» цілого), акомпанемент (може бути структурований різноманітно, спочатку акордовий) і бас. У вітчизняній музичній науці гомофонний склад перш іменували також «гомофонно-гармонійним», що являє собою очевидний плеоназм, оскільки гармонія як категорія музики логічно не протиставляється поліфонії. Смисловим панданом до гомофонії є не гармонія, а поліфонія (склад багатоголосся, в якому теситурні та музично-логічні функції кожного окремого голосу тотожні). Гомофонний склад, що домінував у професійній (композиторської) музиці Європи XVII–XIX століть (при зберігається композиційно-технічне і художнє значення поліфонії), склав найважливішу передумову гармонійної тональності. 
2) До кінця XVIII століття під гомофонією розуміли гоморитмічну фактуру, тобто таку, в якій кожен голос багатоголосого цілого рухається в одному й тому ж ритмі. Техніка старовинної гомофонії в оригінальних трактатах називалася contrapunctus simplex. Зразки гомофонії (гоморитмічного багатоголосся) — вокальні жанри середньовічної та ренесансної музики з силабічним розспівом тексту: багатоголосні обробки гімнів, (багатоголосий) кондукт, англійський, французький, особливо італійський види фобурдону (fauxbourdon, falsobordone), багатоголосні італійські пісні XVI століття (фротола, віланела, канцонета) та ін. Один з яскравих прикладів такої гомофонії (= гоморитмічної фактури) — розділ «Et incarnatus est» із Кредо меси Жоскена Депре «Pange lingua»:
В аналізах старомодальної гармонії будь-яку гомофонну фактуру з трьох і більше голосів часто недиференційовано позначають як «акордову», щó вірно лише для тих випадків, коли звуковисотний контекст виявляє логіку сполучення основних тонів співзвуч (як у класико-романтичній гармонії). У багатьох прикладах старовинної поліфонічної музики (особливо в епоху Середньовіччя), де мислимі як інтервальні комплекси співзвуччя сполучаються за правилами простого контрапункту, слід говорити не про акордову, а про гоморитмічну (або «стару гомофонну») фактуру.
3) У давньогрецькій гармоніці (у Птолемея) гомофонією називалися октава і подвійна октава (ὁμό — через тотожність модальних функцій нижнього і верхнього звуків у цих інтервалах), в пізнішій латинської науці до гомофонно віднесли також унісон (лат. unisonus).